# Gudipalasandra, Tumkur
Gudipalasandra là một làng thuộc tehsil Tumkur, huyện Tumkur, bang Karnataka, Ấn Độ.